# Kolej Centrale w Neapolu

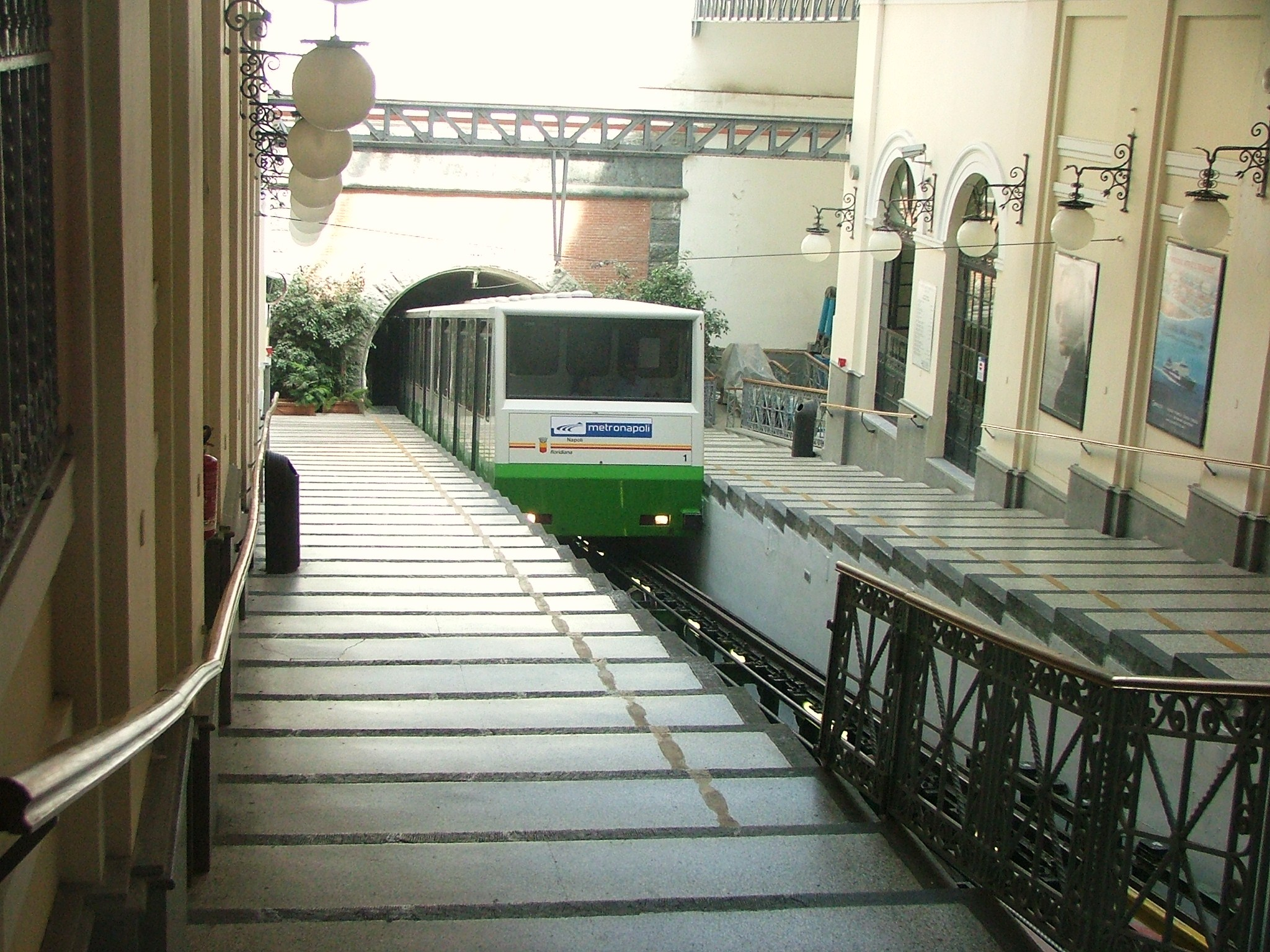
Stacja Augusteo

Kolej Centralna (wł. Funicolare Centrale) – kolej linowo-terenowa zlokalizowana w Neapolu we Włoszech.

## Historia i tabor
Linię o długości 1234 metrów otwarto w 1928, a budowę rozpoczęto w 1924. Trasa łączy najbardziej zamożne handlowe ulice miasta: via Roma (Galleria Umberto) i Via Chiaia z Via Scarlatti i Via Luca Giordano, stąd bywa nazywana kolejką shopperów. Na linii kursują dwa trzywagonowe składy na 450 miejsc. Nazwy kolejnych stacji to (od dołu): Piazza Fuga, Petraio-Via Palizzi, Corso Vittorio Emanuele i Augusteo. Na Piazza Fuga wyeksponowany jest historyczny wagon kolei.

## Galeria

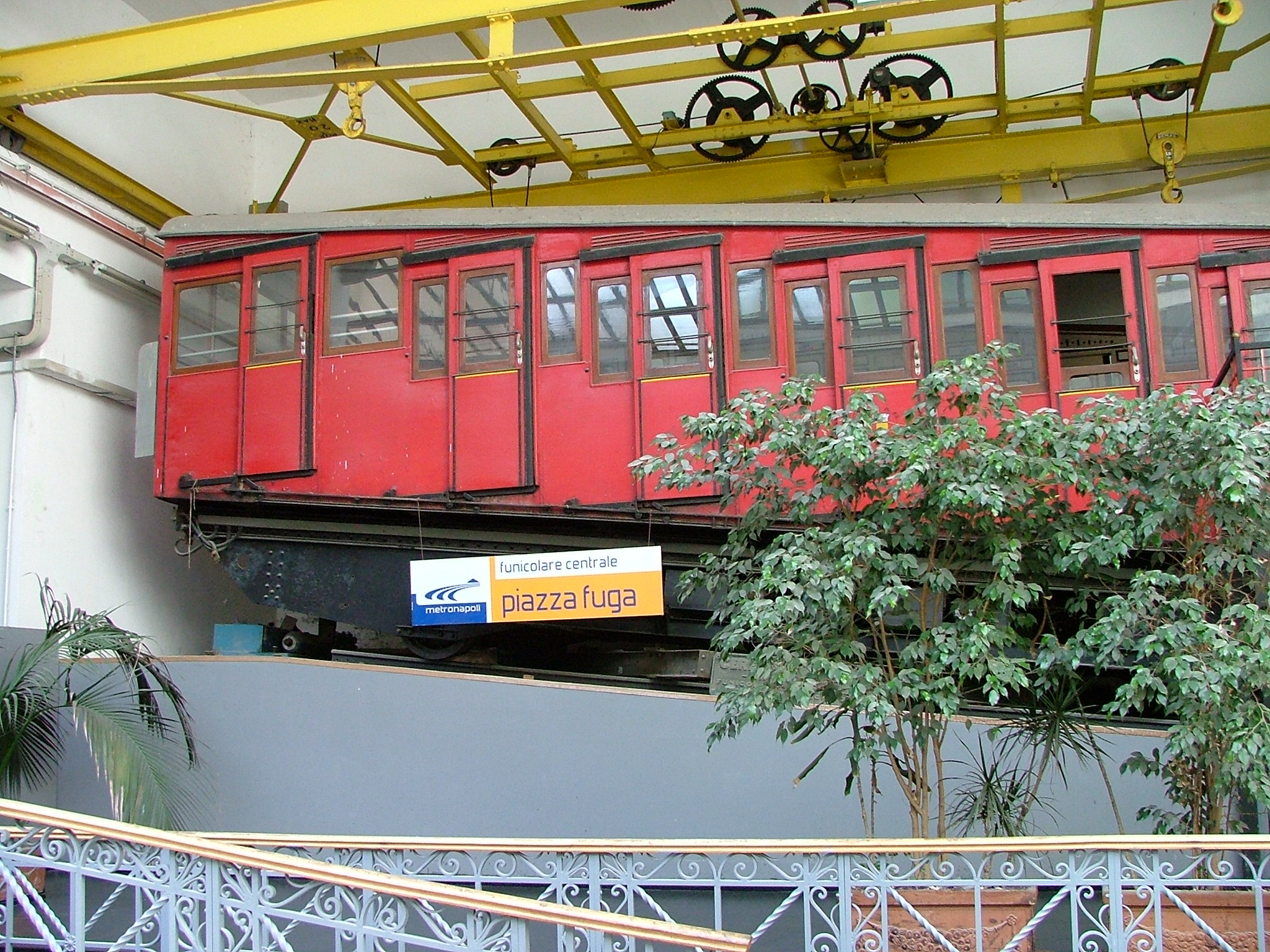
Piazza Fuga
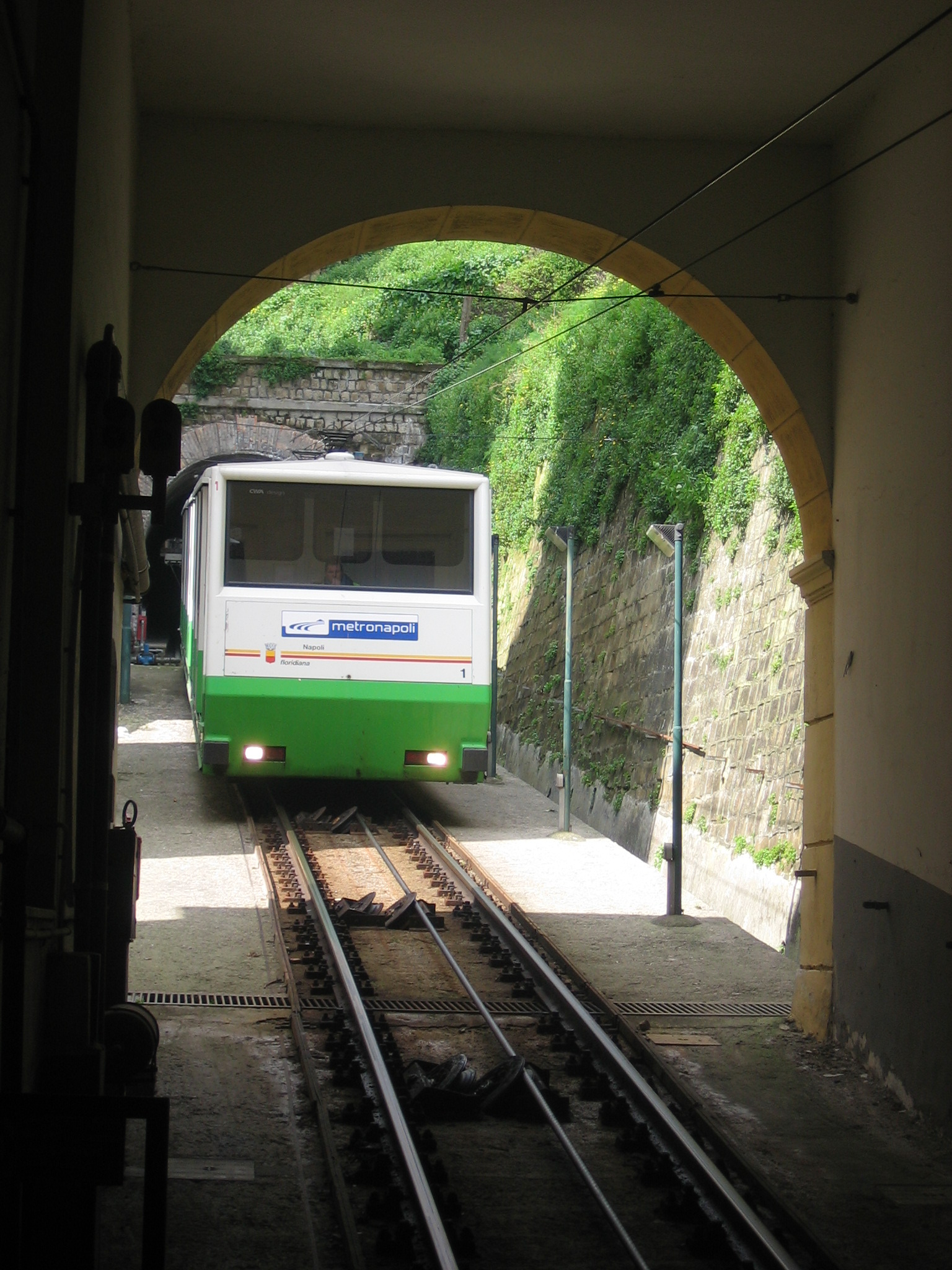
Petraio
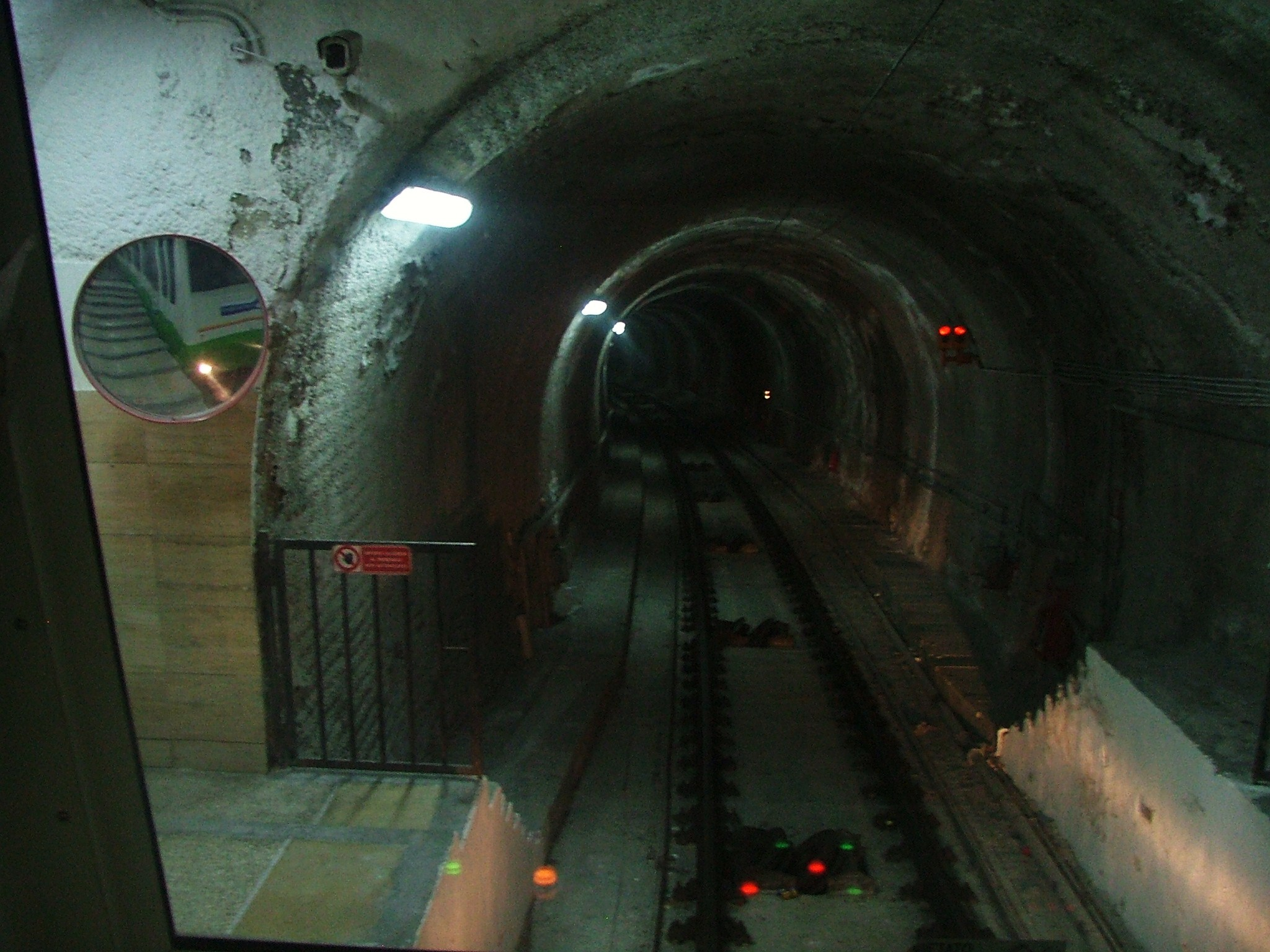
Trasa